# Uapití de Manitoba
El uapití de Manitoba (Cervus canadensis manitobensis) és una subespècie de uapití que viu a l'Oest Mitjà dels Estats Units (Dakota del Nord) i les Praderies del Canadà (Manitoba, Saskatchewan i el centre-nord d'Alberta). En comparació amb el uapití de les muntanyes Rocoses, és més gros però té banyes més petites. La subespècie estigué a punt d'extingir-se el 1900, però des d'aleshores s'ha recuperat. El seu principal depredador són els llops. Com que no migra, no disposa de l'opció de desplaçar-se a grans distàncies per reduir el risc de depredació, fet que compensa amb una sèrie de comportaments, com ara l'agregació, el moviment i la vigilància. Els adults tenen un pes mitjà de 352 kg (mascles) i 275 kg (femelles), superior al del uapití de les muntanyes Rocoses. El seu hàbitat natural són els boscos. S'alimenten de les fulles dels matolls, entre altres tipus de vegetació.